# Зотов, Филат Александрович
Филат Александрович Зотов (род. 16 мая 2002, Самара) — российский хоккеист, защитник.

## Биография
Начинал одновременно заниматься плаванием, дзюдо и хоккеем. Три года занимался хоккеем в самарском ЦСК ВВС (первый тренер Игорь Ковшов), два года — в тольяттинской «Ладе», в 2012 году был приглашён в подольский «Витязь». С сезона 2019/20 — игрок команды МХЛ «Русские витязи». С сезона 2021/22 также стал играть в ВХЛ за ХК «Рязань». 28 декабря 2021 года в гостевой игре с «Северсталью» (3:2 ОТ) дебютировал в КХЛ. С сезона 2024/25 — игрок команды ВХЛ «Рубин» Тюмень.